# Pieds nus dans le parc
Pour plus de détails, voir Fiche technique et Distribution.
Pieds nus dans le parc (Barefoot in the Park) est un film américain réalisé par Gene Saks, sorti en 1967.

## Synopsis
Deux jeunes mariés, Corie et Paul Bratter, sont follement épris l'un de l'autre. Ils ont oublié le reste du monde. Hélas, la lune de miel terminée, les nouveaux époux ont des problèmes d'appartement sur lesquels ils ne sont pas tout à fait d'accord. Elle pense un peu trop à sa toilette pour être belle et plaire à son mari, lui, un peu trop à ses affaires pour gagner de l'argent et plaire à sa femme. Corie voudrait que son mari devienne moins guindé et soit capable de marcher « pieds nus dans le parc ». Commence alors une comédie délirante.

## Fiche technique
- Titre original : Barefoot in the Park
- Titre français : Pieds nus dans le parc
- Réalisation : Gene Saks
- Scénario : Neil Simon, d'après sa pièce Barefoot in the park créée à Broadway le 23 octobre 1963, adaptée en français en 1964 par André Roussin.
- Production : Neil Simon et Paul Nathan
- Directeur de Production : Hal B. Wallis
- Images : Joseph LaShelle
- Société de production : Paramount Pictures, Hal Wallis Productions et Nancy Enterprises Inc.
- Distribution : Paramount Pictures
- Direction artistique : Hal Pereira et Walter H. Tyler
- Décorateur de plateau : Robert R. Benton et Arthur Krams
- Costumes : Edith Head
- Montage : William A. Lyon
- Musique : Neal Hefti
- Pays : américain
- Langue : anglais
- Genre : Comédie romantique
- Format : Couleur (Technicolor) - 35 mm - 1,85:1 - Son : Mono (Western Electric Mirrophonic Recording)
- Durée : 106 minutes
- Dates de sortie :
  - États-Unis : 25 mai 1967
  - France : 8 novembre 1967
- Affiche : Enzo Nistri (Italie)

## Distribution
- Robert Redford (VF : Marc Cassot) : Paul Bratter
- Jane Fonda (VF : Monique Morisi) : Corinne Bratter (Corie Bratter en V. O.)
- Charles Boyer (VF : Charles Boyer) : Victor Velasco
- Mildred Natwick (VF : Madeleine Barbulée) : Adèle Banks, mère de Corinne (Ethel Banks en V. O.)
- Herbert Edelman (VF : Jacques Balutin) : Harry Pepper, le technicien du téléphone
- Mabel Albertson : Tante Henriette (Harriet en V. O.)
- Fritz Feld : le patron du restaurant
- James Stone : le livreur
- Ted Hartley : Frank
- Paul E. Burns : le vieux clochard dans le parc

## Tournage
- L'appartement des Bratter se situe au 111 Waverly Place à New-York.
- A la fin du film, la scène où Corie trouve Paul ivre, est tournée dans Washington Square Park près du monument Alexander Lyman Holley (déplacé un peu plus loin dans le parc, maintenant).

## Autour du film
Le film est adapté de la pièce de théâtre à succès de Neil Simon.
En 1981, Thierry Lhermitte, membre du Splendid, jouera dans une adaptation de la pièce diffusée le 15 janvier 1982 dans Au théâtre ce soir.